# 伊藤伸彰
伊藤 伸彰（いとう のぶあき）は、日本の元外交官。ウラジオストク総領事や、経済産業省大臣官房審議官を経て、ウズベキスタン国駐箚特命全権大使。

## 人物・経歴
東京都出身。1982年上智大学外国語学部卒業、外務省入省。沖縄県知事公室参事、外務省経済協力局国際機構課長、在タイ日本国大使館公使を経て、2011年ウラジオストク総領事。2014年経済産業省大臣官房審議官（通商戦略担当）。外務省大臣官房付を経て、2016年から駐ウズベキスタン特命全権大使を務め、2018年には供与額8億円の無償資金協力に関する書簡の交換を行った。2019年8月に退官。

## 同期
- 秋葉剛男（21年国家安全保障局長・18年外務事務次官）
- 岡浩（21年エジプト大使・19年マレーシア大使・16-17年トルコ大使）
- 斎木尚子（17年外務省研修所長・15年国際法局長）
- 嶋崎郁（20年ヨルダン大使・17年チェコ大使）
- 能化正樹（21年駐スウェーデン大使・18年駐エジプト大使）
- 髙岡望（21年カメルーン大使）
- 髙瀨寧（21年ラトビア大使・17年メキシコ大使・14年中南米局長）
- 林肇（20年英国大使・19年内閣官房副長官補・17年ベルギー大使）
- 引原毅（19年ウィーン代表部大使・15年ラオス大使）
- 藤村和広（22年フィンランド大使・18年キューバ大使）
- 星山隆（22年ボツワナ大使）
- 柳秀直（20年ドイツ大使・17年ヨルダン大使）
- 新井辰夫（18年セネガル大使・15年ジブチ大使）
- 岩藤俊幸（17年ジンバブエ大使）
- 倉光秀彰（21年モロッコ大使・18年コートジボワール大使）
- 中山泰則（20年ギリシャ大使）
- 平木塲弘人（18年外務省研修所副所長）
- 山田淳（2021年カザフスタン大使・2018年アルメニア大使）
- 山本条太（21年オマーン大使・19年関西担当大使・16年フィンランド大使）
- 松田邦紀（2021年ウクライナ大使・2018年パキスタン大使）